# چمباغ
چمباغ، روستایی سرسبز از توابع بخش مرکزی شهرستان خرم‌آباد در استان لرستان ایران است. دارای باغهای گردو، زردآلو و اطراف آن را جنگل های بلوط احاطه کرده مردم چمباغ از طایفه پاپی صادقی ورکرک و سادات خلفوند بوده و شغل اصلی مردم باغداری است.

## جمعیت
این روستا در دهستان کاکاشرف قرار دارد و براساس سرشماری مرکز آمار ایران در سال ۱۳۹۵، جمعیت آن ۶۹ نفر (۱۷خانوار) بوده‌است.